# Veterinářka Líza
Veterinářka Líza (v anglickém originále Lisa the Veterinarian) je 15. díl 27. řady (celkem 589.) amerického animovaného seriálu Simpsonovi. Scénář napsal Dan Vebber a díl režíroval Steven Dean Moore. V USA měl premiéru dne 6. března 2016 na stanici Fox Broadcasting Company a v Česku byl poprvé vysílán 31. srpna 2016 na stanici Prima Cool.

## Děj
Simpsonovi navštíví krytý akvapark. Na jednu z hlavních atrakcí je velmi dlouhá fronta díky tomu, že si děti stáhly aplikaci, aby dostaly číslo lístku na jízdu. Když to vidí Bart, jenž aplikaci nepoužil, rozhodne se udělat si legraci a oznámí, že bazény jsou zamořené rybami, které mohou lidem vplout do penisů, a jediným lékem pro případ, že by se to stalo, je válet se nahý na sněhu. Žert vyvolá obrovskou paniku, protože všichni mužští návštěvníci se vyhrnou ven, zatímco Bart si užívá jízdu. 
Uprostřed zmatku vnikne do akvaparku mýval, ale jeden ze zaměstnanců zvíře zabije paralyzérem. Líza mývala oživí pomocí resuscitace, a je díky tomu oslavována jako hrdinka. Protože se ukáže, že je ke zvířatům zodpovědná, pověří ji slečna Hooverová, aby se během jarních prázdnin postarala o Nibblese, třídního křečka. Uvědomí si, že být veterinářkou je její nové povolání, a přihlásí se jako stážistka na kliniku doktora Lionela Budgieho. 
Později Marge uvízne v zácpě, protože se úklidový tým nemůže dostat na místo dopravní nehody (právě proto, že uvízl v zácpě). Šéf Wiggum přesvědčí Marge, aby ulici uklidila, a ta to udělá pozoruhodně dobře. Wiggum tak vyzve Marge, aby dělala úklidy na dalších místech činu, protože si stejně jako policisté bude moci nechat všechny nalezené peníze a šperky. Doma si Marge uvědomí, že jejich stropní ventilátor je starý a nebezpečný, a tak se rozhodne dělat další úklidy, aby získala peníze na nový ventilátor, počínaje úklidem místa sebevraždy. Vydělá si dost peněz na nový ventilátor a získá policejní slevu na úklidové prostředky, ale nakonec ji části těla a krev z úklidu nafouklé mrtvoly traumatizují. 
Mezitím je Líza tak nadšená emocemi ze záchrany zvířat, že se stala vůči ostatním ignorantštější. Tehdy se jí Bart rozhodne připomenout, že byla tak zaneprázdněná péčí o cizí zvířata, že zapomněla na svého vlastního třídního mazlíčka Nibblese. Ten je nesmírně deprimovaný a nemocný a doktor Budgie říká, že jediným řešením by byla operace srdce. Nibbles však umírá jen několik vteřin po operaci, což Lízu nesmírně mrzí, protože zanedbáním péče o zvíře ho technicky vzato zabila. 
Doma Homerovi zavolají Bart a doktor Budgie a informují ho o Lízině situaci. Homer si uvědomí, že kdyby vzal Marge, aby Lízu uklidnila, mohlo by to také dát dohromady Marginy emoce. Pomocí obrácené psychologie přiměje Marge, aby s ním šla na kliniku, a nakonec se s Lízou skutečně objímají a během svého zhroucení vzlykají. 
V závěrečné scéně Líza pronáší smuteční řeč na Nibblesově pohřbu ve škole a pouští vzpomínkové video s ukázkami z minulých dílů.

## Přijetí
Veterinářka Líza dosáhla ratingu 1,3 a sledovalo ji 3,09 milionu diváků, čímž se stala nejsledovanějším pořadem večera na stanici Fox.
Dennis Perkins z The A.V. Clubu udělil epizodě známku B− a uvedl: „Líza a Marge jsou v domácnosti Simpsonových ty zodpovědné, takže díl o tom, jak obě ztrácejí přehled o svých povinnostech, dává určitý smysl… Epizoda je také chytrá a neokoukaná, aniž by byla nějak zvlášť vtipná. Už jsme viděli, jak Marge a Líza prozřely, jak jejich individuální posedlosti a slepé skvrny mohou zklamat lidi, na kterých jim záleží, a to jsou jedny z nejpůsobivějších momentů v dlouhé historii seriálu – a zároveň jedny z nejvtipnějších… Možná by nebylo spravedlivé trestat Veterinářku Lízu za to, že nedosahuje těchto úrovní, ale obzvlášť v řadě, která měla jedny z nejslibnějších epizod Simpsonových za poslední roky, je to také známka respektu. Jak tyto díly ukázaly, všechny prvky jsou stále na svém místě (zejména od doby, kdy byl Harry Shearer přilákán zpět), aby seriál mohl kdykoli natočit kvalitní epizodu.“.